# هاگنو
هاگنو (به آلمانی: Hagenow) شهری در آلمان است که در مکلنبورگ-فورپومرن واقع شده‌است. این شهر در ۳۰ کیلومتری شمال شورین قرار دارد و جمعیت آن در سال ۲۰۱۳ حدود ۱۱۳۰۰ نفر بوده است.

## خصوصیات
هاگنو ۶۷٫۴۴ کیلومترمربع مساحت دارد ۲۵ متر بالاتر از سطح دریا واقع شده‌است.

## خواهرخوانده
شهرهای مولن (اشلسویگ-هل‌اشتاین) و Säffle Municipality خواهرخوانده‌های هاگنو هستند.